# Johannes Ruland (Maler)

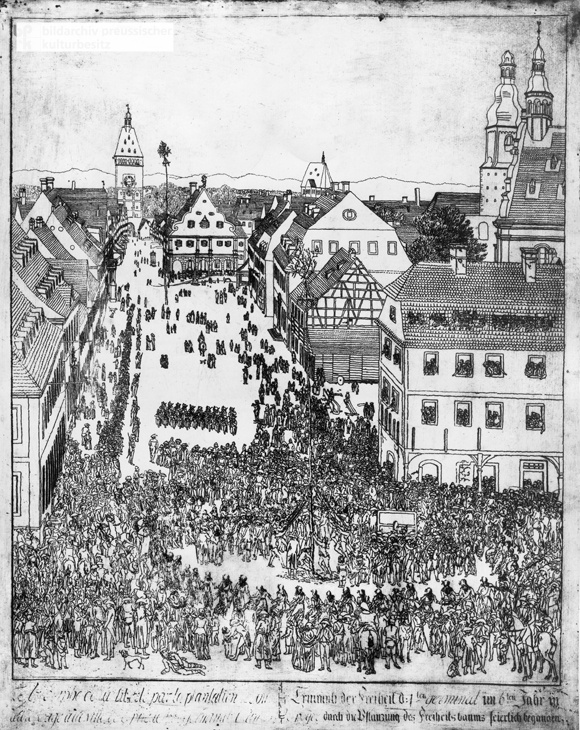
Aufrichtung des Freiheitsbaumes in Speyer, Kupferstich, 1798

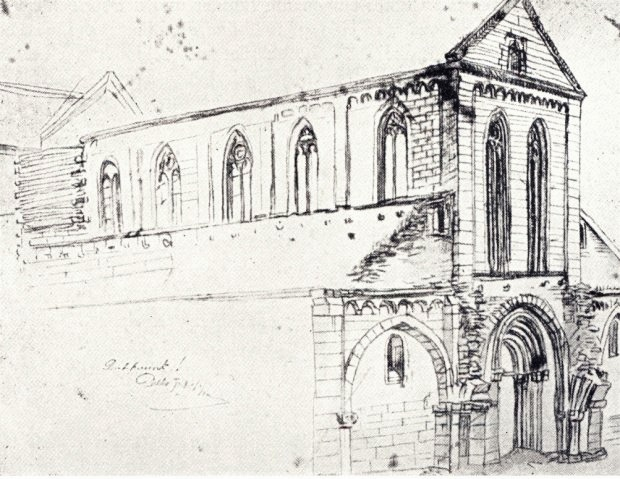
Erkenbert-Ruine Frankenthal, Skizze, 1800

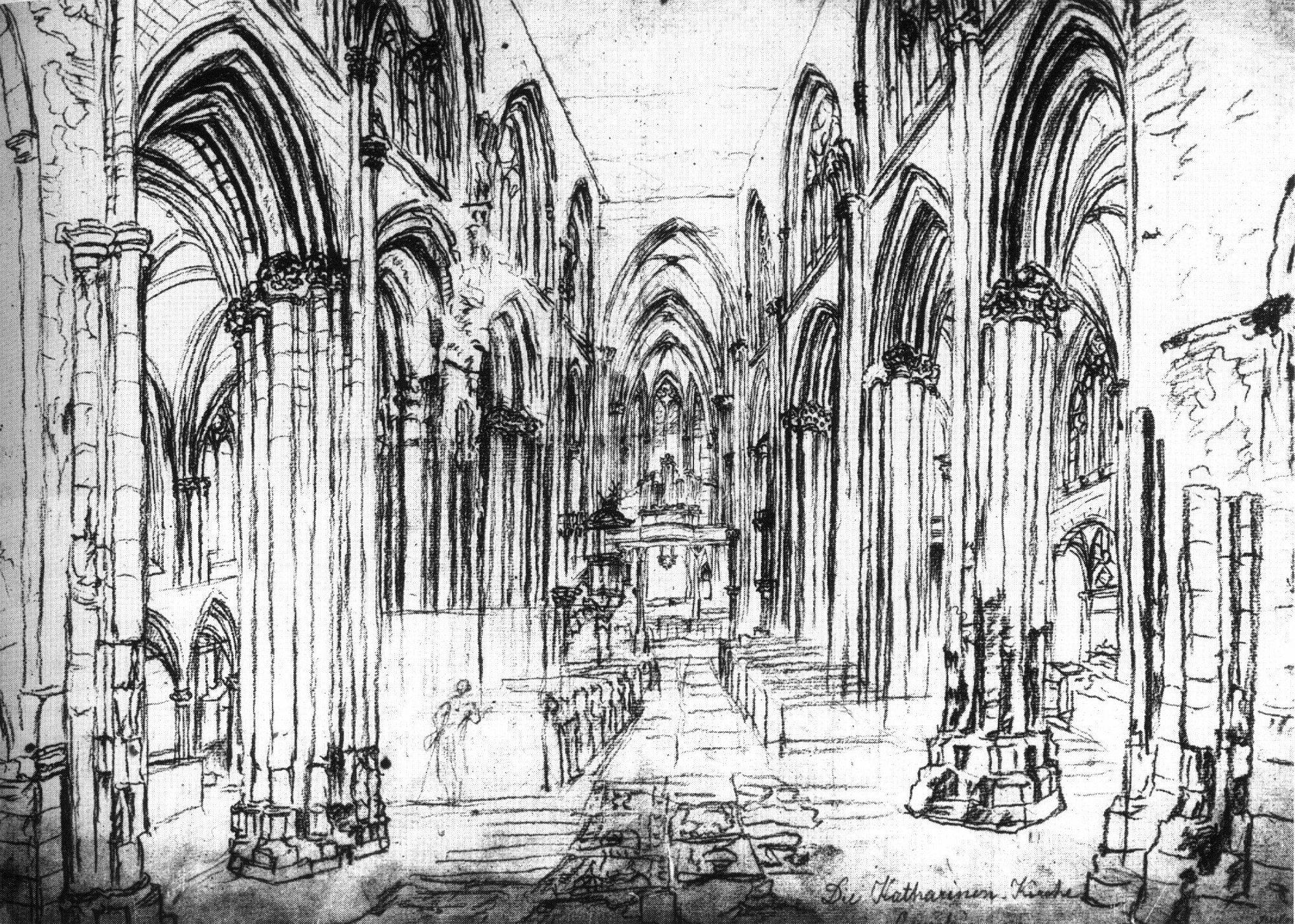
Innenraum der Katharinenkirche (Oppenheim), Skizze, 1800

Johannes Ruland (* 7. Februar 1744 in Speyer; † 20. September 1830, ebenda) war ein deutscher Maler, Zeichner und Kupferstecher.

## Leben
Er war der Sohn des Spezereienhändlers Georg Heinrich Ruland (1708–1783) und dessen Gattin Anna Eva geb. König, Tochter eines Glockengießers. Der Großvater, Johann Seger Ruland (1683–1745), lebte ebenfalls als Händler in Speyer und entwickelte eine neue Rebsorte, die nach ihm Ruländer genannt wird.
Johannes Ruland besuchte das Gymnasium am Kaiserdom und zeigte frühzeitig eine künstlerische Begabung. Der Vater schickte ihn 1760 in die Lehre zum Hofmaler Philipp Heinrich Kiesling (1713–1767) in Durlach, wozu ihm der Speyerer Rat ein Stipendium gewährte. 1766 wird er als wieder in seiner Heimatstadt aufenthältlich erwähnt.
1773 erhielt Ruland als „Kunstmaler“ das Bürgerrecht von Speyer und heiratete im gleichen Jahr Anna Eleonora Seekatz, die Tochter des Wormser Malers Johann Ludwig Seekatz (1711–1783). Dieser verbrachte als Witwer bei ihnen seinen Lebensabend und starb auch in Speyer.
Anna Eleonora geb. Seekatz verstarb schon 1782 und Johannes Ruland ehelichte daraufhin die Speyerer Schneiderstochter Elisabeth Wilhelmine Schock. Aus beiden Ehen existierten Kinder, wobei die aus der 2. Ehe stammenden Söhne Karl Friedrich (1784–1851) und Johann Gerhard (1785–1854) ebenfalls als Maler arbeiteten.
Johannes Ruland starb 1830 in Speyer, wo er, seit 1829 Witwer, im Hause seines Sohnes Johann Gerhard lebte. Er wurde auf dem alten Friedhof der Stadt beigesetzt.

## Werk
Ruland betrieb die künstlerische Tätigkeit immer im Nebenberuf, während er sich hauptsächlich von dem ererbten Spezereiengeschäft ernährte. Er hinterließ eine Vielzahl von Gemälden, Stichen, Radierungen und Zeichnungen, von denen sich aber wohl die wenigsten erhalten haben. Am verbreitetsten sind heute seine Zeichnungen von historischen Bauwerken der Gegend, die er jedoch mehr als flüchtige Skizzen und nicht als fertigte Kunstwerke schuf. Trotzdem sind sie gesuchte Quellen zur Geschichte von Speyer, der Pfalz und von Rheinhessen. Allein im Stadtarchiv Speyer befinden sich über 240 derartige Skizzen aus Rulands Nachlass. Einer seiner bekannteren Stiche ist die Aufstellung des Freiheitsbaumes in Speyer 1798, vom Dom aus gesehen. Mehrere von Rulands Ölgemälden sind im Besitz des Historischen Museums der Pfalz (Speyer).